# Abbie an' Slats
Abbie an' Slats è una serie a fumetti ideata da Al Capp e disegnata da Raeburn Van Buren.

## Storia editoriale
Venne pubblicata negli Stati Uniti d'America dal 12 luglio 1937 al 30 gennaio 1971 distribuita dalla United Feature Syndicate. Al Capp venne sostituito dal fratello Elliot Caplin nel 1946. La serie venne pubblicata anche in Italia nel 1946 con il titolo Ritorno dal Pacifico dalla Editrice Settimanali Illustrati e, dal 1968 al 1971, su Linus della Milano Libri.

## Trama e personaggi
Protagonisti della serie sono Abbie Scrapple, un'anziana zitella, e Slats, suo nipote adolescente, il tipico bravo ragazzo di campagna biondo e atletico; la serie è ambientata a Crabtree Corners, un'immaginaria cittadina di provincia statunitense. Poi la serie si incentra sulla relazione amorosa di Slats con Becky, la bella figlia di "Bathless” Groggins.